# Società Sportiva Lanciano 2007-2008
Questa pagina raccoglie le informazioni riguardanti la Società Sportiva Lanciano nelle competizioni ufficiali della stagione 2007-2008.

## Rosa
| N. |                   | Ruolo | Calciatore           |
| -- | ----------------- | ----- | -------------------- |
|    | Italia (bandiera) | A     | Andrea Alberti       |
|    | Italia (bandiera) | A     | Vincenzo Aurino      |
|    | Italia (bandiera) | C     | Stefano Bagalini     |
|    | Italia (bandiera) | D     | Alessandro Bianchini |
|    | Serbia (bandiera) | D     | Dražen Bolić         |
|    | Italia (bandiera) | A     | Antonino Bonvissuto  |
|    | Italia (bandiera) | C     | Davide Carcuro       |
|    | Italia (bandiera) | C     | Federico Cerone      |
|    | Italia (bandiera) | D     | Mattia Conte         |
|    | Italia (bandiera) | C     | Michel Cruciani      |
|    | Italia (bandiera) | D     | Lorenzo Del Prete    |
|    | Italia (bandiera) | D     | Daniele Delli Carri  |
|    | Italia (bandiera) | P     | Simone Farelli       |
|    | Italia (bandiera) | C     | Francesco Giorgetti  |
|    | Italia (bandiera) | A     | Fabio Lauria         |
|    | Italia (bandiera) | P     | Jacopo Clerici       |

| N. |                    | Ruolo | Calciatore                |
| -- | ------------------ | ----- | ------------------------- |
|    | Italia (bandiera)  | C     | Alfredo Nardoni           |
|    | Italia (bandiera)  | C     | Mirko Pagliarini          |
|    | Italia (bandiera)  | A     | Andrea Pintori            |
|    | Italia (bandiera)  | D     | Fabio Pisacane            |
|    | Italia (bandiera)  | P     | Francesco Russo           |
|    | Italia (bandiera)  | C     | Nicola Silvestri          |
|    | Italia (bandiera)  | A     | Alessandro Tarquini       |
|    | Italia (bandiera)  | C     | Andrea Tricarico          |
|    | Italia (bandiera)  | A     | Gianluca Triuzzi          |
|    | Italia (bandiera)  | C     | Aldo Verrillo             |
|    | Italia (bandiera)  | C     | Carlo Vincedomini         |
|    | Italia (bandiera)  | D     | Francesco Vincenti        |
|    | Italia (bandiera)  | C     | Luigi Vitale              |
|    | Italia (bandiera)  | D     | Federico Viviani          |
|    | Brasile (bandiera) | A     | Pereira Dos Santos Wilker |

## Risultati

### Campionato

#### Girone di andata
| 26 agosto 2007 1ª giornata | Pistoiese | 0 – 3 | Lanciano |  |

| 3 settembre 2007 2ª giornata | Lanciano | 1 – 0 | Perugia |  |

| 9 settembre 2007 3ª giornata | Sambenedettese | 1 – 1 | Lanciano |  |

| 16 settembre 2007 4ª giornata | Lanciano | 0 – 0 | Ancona |  |

| 24 settembre 2007 5ª giornata | Potenza | 0 – 0 | Lanciano |  |

| 30 settembre 2007 6ª giornata | Lanciano | 1 – 1 | Gallipoli |  |

| 8 ottobre 2007 7ª giornata | Arezzo | 2 – 0 | Lanciano |  |

| 14 ottobre 2007 8ª giornata | Lanciano | 1 – 1 | Juve Stabia |  |

| 21 ottobre 2007 9ª giornata | Salernitana | 0 – 0 | Lanciano |  |

| 29 ottobre 2007 10ª giornata | Lanciano | 2 – 1 | Taranto |  |

| 1 novembre 2007 11ª giornata | Sorrento | 2 – 2 | Lanciano |  |

| 5 novembre 2007 12ª giornata | Massese | 2 – 1 | Lanciano |  |

| 12 novembre 2007 13ª giornata | Lanciano | 1 – 0 | Sangiovannese |  |

| 18 novembre 2007 14ª giornata | Crotone | 1 – 1 | Lanciano |  |

| 25 novembre 2007 15ª giornata | Lanciano | 0 – 1 | Lucchese |  |

| 3 dicembre 2007 16ª giornata | Martina | 0 – 0 | Lanciano |  |

| 9 dicembre 2007 17ª giornata | Lanciano | 1 – 1 | Pescara |  |

#### Girone di ritorno
| 16 dicembre 2007 18ª giornata | Lanciano | 2 – 1 | Pistoiese |  |

| 23 dicembre 2007 19ª giornata | Perugia | 0 – 3 | Lanciano |  |

| 14 gennaio 2008 20ª giornata | Virtus Lanciano | 1 – 0 | Sambenedettese |  |

| 21 gennaio 2008 21ª giornata | Ancona | 0 – 0 | Virtus Lanciano |  |

| 3 febbraio 2008 22ª giornata | Virtus Lanciano | 1 – 1 | Potenza |  |

| 10 febbraio 2008 23ª giornata | Gallipoli | 2 – 0 | Virtus Lanciano |  |

| 17 febbraio 2008 24ª giornata | Virtus Lanciano | 2 – 1 | Arezzo |  |

| 24 febbraio 2008 25ª giornata | Juve Stabia | 3 – 1 | Virtus Lanciano |  |

| 10 marzo 2008 26ª giornata | Virtus Lanciano | 1 – 1 | Salernitana |  |

| 16 marzo 2008 27ª giornata | Taranto | 1 – 0 | Virtus Lanciano |  |

| 22 marzo 2008 28ª giornata | Virtus Lanciano | 0 – 0 | Sorrento |  |

| 31 marzo 2008 29ª giornata | Virtus Lanciano | 3 – 1 | Massese |  |

| 6 aprile 2008 30ª giornata | Sangiovannese | 2 – 1 | Virtus Lanciano |  |

| 13 aprile 2008 31ª giornata | Virtus Lanciano | 0 – 0 | Crotone |  |

| 20 aprile 2008 32ª giornata | Lucchese | 2 – 0 | Virtus Lanciano |  |

| 27 aprile 2008 33ª giornata | Virtus Lanciano | 0 – 2 | Martina |  |

| 4 maggio 2008 34ª giornata | Pescara | 4 – 0 | Virtus Lanciano |  |

### Play-out
| 18 maggio 2008 andata | Virtus Lanciano | 0 – 1 | Juve Stabia |  |

| 25 maggio 2008 ritorno | Juve Stabia | 0 – 0 | Virtus Lanciano |  |